# Csongrádi-sík
A Csongrádi-sík Békés és Csongrád-Csanád vármegye területén helyezkedik el. A Körös–Maros köze középtáj 35%-a, annak nyugati és délnyugati részén található. 29 település helyezkedik el itt, jelentősebbek: Ambrózfalva, Tótkomlós, Makó, Hódmezővásárhely, Mezőhegyes, Fábiánsebestyén, Székkutas. 
A kistáj 80 és 101 méter közötti tengerszint feletti magasságú, enyhén a Tisza-völgy irányába lejtő, a marosi hordalékkúphoz kapcsolódó tökéletes síkság. Orográfiai domborzattípusát tekintve rendkívül kis reliefű (1m/km² alatti a jellemző érték), alacsony ármentes síkság, ami rossz lefolyású mélyedések tagolnak. A marosi hordalékkúp nyugati zónája a Tisza és Maros áradásai által kialakított holocén felszín. A felszíni formák egyveretűek, változatosságot a lösziszapos felszín szikes agyaggal kitöltött erodált mélyedései és a Száraz-érhez kapcsolódó, különböző feltöltöttségi állapotban levő morotvák, morotvaroncsok jelentenek. Az agyagos, iszapos felszín közeli üledékeket keletről nyugatra egyre vastagodó infúziós (ártéri) lösztakaró fedi. Potenciálisan aszeizmikusnak tekinthető (6º-nál kisebb MS értékű) terület.

## Éghajlat
A napfényes órák száma évi 2000 és 2050 közötti, nyáron 820-830 órán, télen valamivel több, mint 190 órán süt a nap. Az évi középhőmérséklet északon 10,2–10,4 °C, délen 10,6 °C a tenyészidőszakban 17,2–17,6 °C. Északon 550 mm-nél kevesebb, a középső területeken 550-580mm, délkeleten pedig kevés-sel 600 mm feletti évi csapadékösszeg valószínű, a tenyészidőszakban 300–350 mm csapadék várható. A legtöbb esőt, ami egy nap alatt lehullott, Csanádpalotán mérték (109 mm). Az uralkodó északi mellett gyakoriak még a délkeleti irányú szelek is. Az ariditási index: 1,25. Meleg, száraz, de északon inkább mérsékelten meleg éghajlatú a kistáj, délkeleten közel a mérsékelten száraz típushoz.

## Vízrajz
A Tiszához folynak: Szárazér-Porgányi-főcsatorna (31 km, 390 km²), Mátyáshalmi-főcsatorna (36 km, 81 km²), Hódtó-Kistiszai-főcsatorna (17 km, 221 km²), Kakas-széki-csatorna (30 km, 85 km²), Ludaséri-főcsatorna (24 km, 188 km²), Kórógyéri-főcsatorna (49 km, 698 km²), Mágocsi-csatorna (60 km, 435 km²), Vekeréri-főcsatorna (36 km, 240 km²) és a Kurca (37 km 1266 km²) Szentesnél.  A Maroshoz folyik: Mezőhegyesi-Élővíz-csatorna (42 km, 246 km²), Sámson-Apátfalvi-főcsatorna (139 km, 1498 km²) és a Királyhegyesi-főcsatorna (26 km, 98 km²). Nyugat felé fokozottan száraz, gyér lefolyású, erősen vízhiányos terület. A talajvizet általában 2–4 m között találjuk. A rétegvíz mennyisége 1–1,5 l/s km² között van.